# Zerão (Macapá)
Zerão é um bairro do município brasileiro de Macapá, capital do estado do Amapá. Segundo o censo demográfico de 2022, realizado pelo Instituto Brasileiro de Geografia e Estatística (IBGE), sua população era de 12 978 habitantes e havia 3 537 domicílios particulares permanentes ocupados.
De acordo com o IBGE, em 2010 a população era de 12 500 habitantes e havia 3 008 domicílios particulares.